# Anders Bengtsson (1824–1891)
Anders Bengtsson, född 22 november 1824 i Ny församling, Värmlands län, död 31 januari 1891 i Arvika församling, Värmlands län, var en svensk hemmansägare och riksdagspolitiker.
Bengtsson var hemmansägare i Kärrsmossen i Arvika. I riksdagen var han ledamot av andra kammaren 1879–1887, invald i Jösse domsagas valkrets.